# نيكولاي بودجورني
نيكولاي فيكتوروفيتش بودجورني (بالأوكرانية: Микола Вікторович Підгорний، بالروسية: Никола́й Ви́кторович Подго́рный) (مواليد 18 فبراير [أو 5 فبراير] 1903 - 12 يناير 1983) كان رجل دولة سوفيتي شغل منصب رئيس هيئة رئاسة مجلس السوفيت الأعلى، ورأس دولة الاتحاد السوفيتي 1965-1977.
ولد بودجورني لعائلة من الطبقة العاملة الأوكرانية في مدينة كارلوفكا، وتخرج في مدرسة مخصصة للعمال المحليين عام 1926 ومعهد كييف التكنولوجي لصناعة الأغذية في عام 1931. انضم إلى الحزب الشيوعي للاتحاد السوفيتي عام 1930 وصعد في مناصب الاتحاد عبر السلم الصناعي من خلال تحقيق أهداف الإنتاج التي حددها البيروقراطيون للاقتصاد المخطط مركزيًا. بحلول عام 1953، أصبح بودجورني السكرتير الثاني للحزب الشيوعي الأوكراني، ورقي لاحقًا ليشغل منصب السكرتير الأول من عام 1957 حتى 1963.
في أكتوبر 1964، شارك بودجورني مع رئيس الوزراء أليكسي كوسيغين والسكرتير العام ليونيد بريجينيف في انقلاب على الزعيم السوفيتي نيكيتا خروشوف. في 6 ديسمبر 1965، حل محل أنستاس ميكويان، وعمل رئيسًا لهيئة رئاسة مجلس السوفيت الأعلى. بعد أن سحقت مكانة كوسجين في أعقاب ربيع براغ عام 1968، جمع بودجورني السلطة لحسابه وأصبح ثاني أقوى شخصية في البلاد بعد بريجينيف. بعد ذلك، تراجعت سلطته وتأثيره على السياسة إذ عزز بريجينيف سيطرته على النظام. بحلول يونيو 1977، أقيل بودجورني من منصبه وكذلك من عضوية المكتب السياسي للحزب، وأجبر على الابتعاد عن المشهد السياسي وجرى تهميشه حتى وفاته عام 1983.

## بداية حياته
ولد نيكولاي فيكتوروفيتش بودجورني في 18 فبراير [أو 5 فبراير] 1903 في كارلوفكا في الإمبراطورية الروسية لأسرة من الطبقة العاملة الأوكرانية. بعد الثورة الروسية عام 1917، أصبح بودجورني أحد مؤسسي فرع كارلوفكا في كومسومول، وشغل منصب السكرتير العام هناك من عام 1921 حتى 1923. بدأ بودجورني العمل في سن السابعة عشرة طالبًا في الورش الميكانيكية في كارلوفكا. في عام 1926، تخرج بودجورني في مدرسة مخصصة للعمال المحليين. في عام 1930، أصبح بودجورني عضوًا في الحزب الشيوعي السوفيتي (البلاشفة)، الحزب الحاكم في الاتحاد السوفيتي.
في عام 1931، تخرج بودجورني من معهد كييف التكنولوجي لصناعة الأغذية وبدأ العمل في صناعة السكر. رقي بودجورني إلى منصب نائب كبير مهندسي فينيتسيا عام 1937، ورقي عام 1939 ليصبح رئيس مهندسي صناديق حصص السكر في خملنيتسكي أوبلاست. بحلول نهاية عام 1939، أصبح بودجورني نائبًا لمفوض الشعب للصناعات الغذائية في جمهورية أوكرانيا الاشتراكية السوفيتية.

## الصعود إلى القيادة السوفيتية
عمل بودجورني مديرًا لمعهد موسكو التكنولوجي لصناعة الأغذية عام 1942 خلال الحرب العالمية الثانية. بعد تحرير أوكرانيا من ألمانيا النازية، أعاد بودجورني السيطرة السوفيتية على أوكرانيا بناء على أوامر من جمهورية أوكرانيا الاشتراكية السوفيتية والحكومة السوفيتية. في سنوات ما بعد الحرب، استعاد بودجورني منصبه القديم نائبًا لمفوض الشعب للصناعات الغذائية في جمهورية أوكرانيا الاشتراكية السوفيتية، وعين لاحقًا عام 1946 ممثلًا دائمًا لمجلس الوزراء في الجمهورية. في أبريل 1950، تولى منصب السكرتير الأول للجنة خاركوف الإقليمية في الحزب الشيوعي الأوكراني، ورقي عام 1953 إلى منصب السكرتير الثاني للجنة المركزية في الحزب، ورقي مرة أخرى إلى منصب السكرتير الأول في نفس اللجنة وعمل فيها من عام 1957 حتى 1963. عمل بودجورني على إعادة تنظيم وتحديث الاقتصاد الأوكراني، الذي كان قد دمر خلال سنوات الحرب، عبر زيادة معدل الإنتاج الصناعي والزراعي وتعزيز رفاهية السكان. اهتم بشكل خاص بتحسين التنظيم الحزبي وتعليم الكوادر الجديدة.